# Buffalo Germans

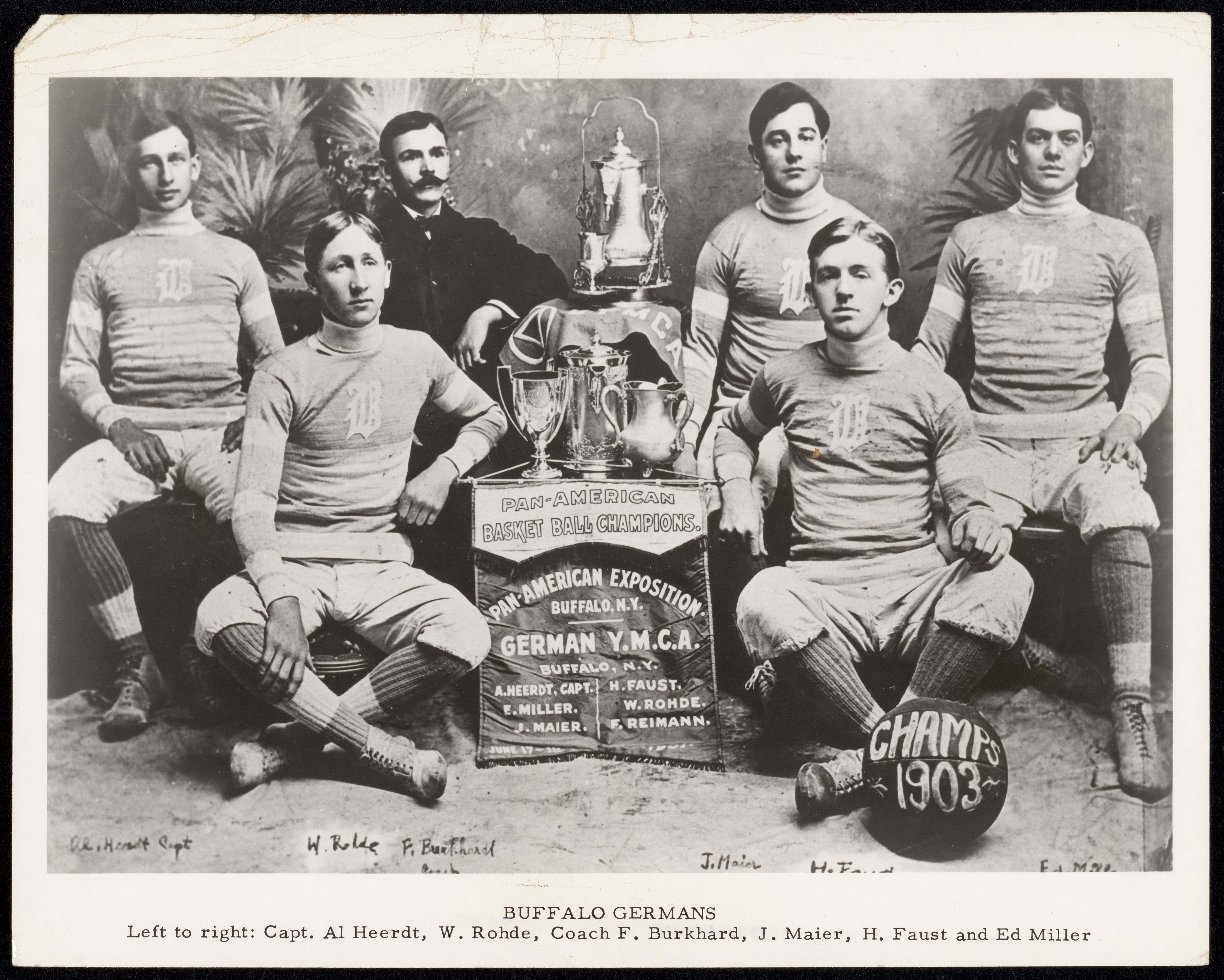
Los Buffalo Germans en 1903

Los Buffalo Germans fueron un equipo de baloncesto estadounidense fundado en 1895 por miembros de YMCA de la ciudad de Buffalo, en el Estado de Nueva York. Está considerado uno de los primeros equipos de baloncesto de la historia, desapareciendo en 1925.

## Historia
El equipo fue formado por F.W. Burkhardt, que había participado en el primer partido de baloncesto organizado por su inventor, James Naismith. Su primer gran éxito lo logró en 1901, cuando consiguieron ganar el primer torneo nacional de baloncesto que se recuerda, en la Exposición Panamericana de Buffalo.
En 1904 participaron en los Juegos Olímpicos de San Luis como deporte de exhibición, en un torneo que se disputó el 11 y el 12 de julio de ese año, y que le enfrentó a los equipos de Missouri AC, Chicago Central YMCA, Turner Tigers, Xavier AA, venciendo a todos sus rivales y consiguiendo la medalla de oro.
A partir de 1908, consiguieron una impresionante racha de 111 partidos consecutivos invictos, que duraría 3 años, capitaneados por Al Heerdt y entrenados por Burkhardt, ganando todos sus partidos por más de 30 puntos. Su mayor victoria se produjo ante Hobart College, a quienes derrotaron 134-0.
El equipo se disolvió en 1925, tras lograr un balance de 792 partidos ganados y 86 perdidos a lo largo de 35 temporadas. En 1961 fueron incluidos en el Basketball Hall of Fame, siendo uno de los únicos cinco equipos que prtenecen a tan exclusivo grupo.

## Jugadores
- Juegos Olímpicos 1904: 
  - Albert W. Manweiler
  - Alfred A. Heerdt (Capitán)
  - George L. Redlein
  - William C. Rhode
  - Edward C. Miller
  - Charles P. Monahan

Entrenador: Fred Burkhardt
Otros jugadores: Philip Dischinger, Henry J. Faust, Edward Linneborn, John I. Maier, Harry J. Miller, Edmund Reimann, George Schell, Chuck Taylor.